# Lia Ferreira
Lia Andreia Cristovão Ferreira (Porto, 1981) é uma especialista portuguesa em acessibilidade e inclusão, com um percurso profissional e académico dedicado à promoção dos direitos das pessoas com deficiência e à melhoria das condições de acessibilidade no espaço público e edificado. É considerada uma das principais vozes portuguesas na promoção da acessibilidade, defendendo que a inclusão deve ser um pilar fundamental do desenvolvimento sustentável e da democracia.

## Biografia
Lia Ferreira nasceu no dia 20 de Maio de 1981.
Licenciada em Arquitetura, doutoranda e investigadora na área de Arquitetura e Urbanismo, possui um mestrado em estudos da deficiência e direitos humanos.
Foi deputada à Assembleia da República de Portugal pelo Partido Socialista (PS), eleita pelo círculo do Porto durante a XVI Legislatura. Exerceu funções parlamentares em várias comissões, incluindo a Comissão de Assuntos Europeus, a Comissão de Trabalho, Segurança Social e Inclusão (como suplente), o Grupo de Trabalho – Inclusão e Direitos das Pessoas com Deficiência, e a Subcomissão para a Igualdade e Não Discriminação (como suplente).
Em 2023 foi nomeada Coordenadora da Estrutura de Missão para a Promoção das Acessibilidades, órgão responsável pela elaboração do Plano Nacional de Promoção da Acessibilidade, o órgão responsável pela elaboração do Plano Nacional de Promoção da Acessibilidade. Já exerceu funções como técnica especialista no Gabinete da Secretária de Estado da Inclusão, tendo exercido funções na Provedoria dos Cidadãos com Deficiência da Câmara Municipal do Porto, primeiro como adjunta de João Cottim (primeiro responsável pelo serviço) e, posteriormente, exerceu um mandato completo como Provedora dos Cidadãos com Deficiência na autarquia do Porto. Este cargo foi extinto no final de 2017, altura em que Lia Ferreira já era a provedora em exercício.